# Luciano (football, 1975)
Pour les articles homonymes, voir Luciano et Oliveira.
Luciano Siqueira de Oliveira, dit Luciano, est un footballeur brésilien né le 3 décembre 1975 à Rio de Janeiro. Il évolue au poste d'ailier droit. Il était précédemment connu sous le nom d’Eriberto Conceição da Silva, une identité volée à un voisin.

## Palmarès
- Champion de Serie B (D2) en 2008 avec le Chievo Vérone

## Identité
En 2002, il détenait un passeport avec pour identité Eriberto Conceição da Silva, né à Rio de Janeiro le 21 janvier 1979. Il a été condamné à quitter les terrains pendant six mois et à payer une amende de 145,000 reais. Il se faisait passer pour son voisin dans le but de rejoindre l'équipe des jeunes de Palmeiras car il était trop âgé pour y rentrer. Il révèle son identité pour pouvoir donner son vrai nom de famille à son fils